# Dinaro tunisino
Il Dinaro tunisino (Arabo: دينار, codice ISO 4217 TND) è la valuta della Tunisia. Con un valore di scambio di 0,29 dollari, costituisce la valuta più forte del continente africano. Esso è suddiviso in millim. L'abbreviazione  DT non sembra usata (si usa TND o semplicemente "dinar" dopo la cifra).

## Storia
Il dinaro fu introdotto nel 1960, dopo che era stato scelto come nuova moneta nel 1958. Sostituì il franco con un tasso di cambio di 1000 franchi = 1 dinaro. Il dinaro non seguì la svalutazione del franco francese del 1958 e come risultato il tasso di cambio iniziale di 1000 franchi francesi = 1 dinaro fu abbandonato.
Invece fu fissato un rapporto con il dollaro statunitense di 0,42 dinari = 1 dollaro che fu mantenuto fino al 1964, quando il dinaro svalutò a 0,525 dinari = 1 dollaro. Questo secondo tasso fu mantenuto fino alla svalutazione del dollaro del 1971.

## Monete

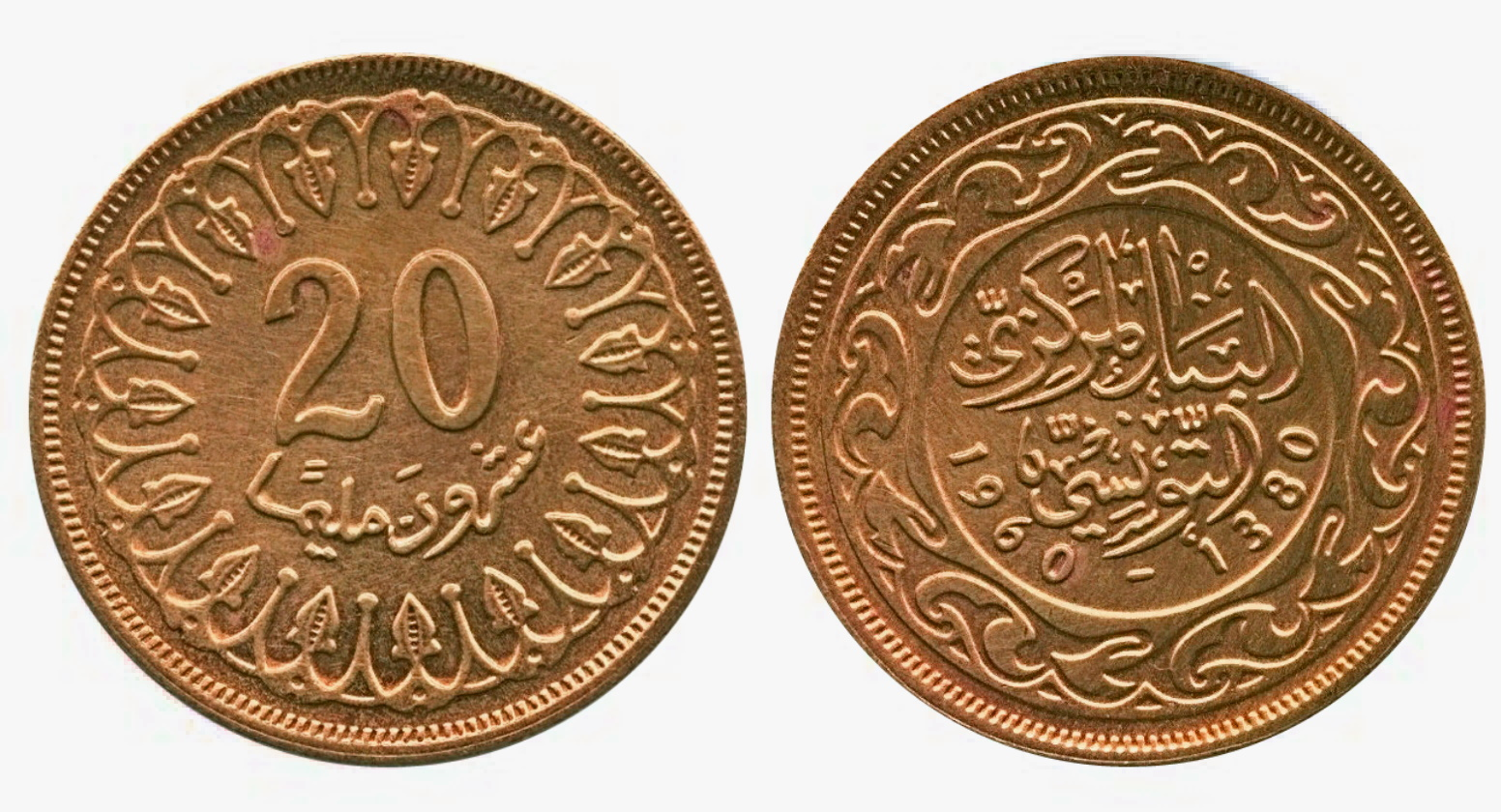
Moneta da 20 millim

Nel 1960 sono state introdotte monete di alluminio da 1, 2 e 5 millim e monete d'ottone da 10, 20, 50, 100 e 200 millim. Le monete da 1 e 2 millim non furono più emesse e si trovano molto raramente in circolazione. Nel 1968 fu introdotta la moneta da ½ dinaro di nichel, sostituita da una più piccola in cupronichel nel 1976, quando fu introdotto il pezzo in cupronichel da un dinaro. Monete bimetalliche da 5 dinari sono state introdotte nel 2002.
I tagli delle monete attualmente in circolazione sono:
- 5 millim
- 10 millim
- 20 millim
- 50 millim
- 100 millim
- 200 millim
- ½ dinaro
- 1 dinaro
- 2 dinari
- 5 dinari

Ci sono anche le monete da 1, 2 millim in circolazione, che hanno ancora valore legale, ma che non sono più coniate.

## Banconote
Nel 1960 sono state introdotte le banconote dalla Banca Centrale di Tunisia con valori da ½, 1 e 5 dinari. Queste sono state seguite dalle banconote da 10 dinari nel 1969. Le ultime banconote da 1/2 dinaro sono state stampate nel 1973, mentre le ultime da un dinaro datano al 1980. Le banconote da 20 dinari sono state introdotte nel 1980, mentre le ultime da 5 dinari sono state stampate nel 1993. Banconote da 30 dinari sono state emesse nel 1997.
Le banconote in circolazione sono:
- 5 dinari
- 10 dinari
- 20 dinari
- 30 dinari
- 50 dinari

## Nomi popolari
I Tunisini raramente si riferiscono al nome della moneta principale, dinaro, quando menzionano i prezzi dei beni o di altre cose.
Di conseguenza 50 dinari è definito come  khamsin alf (cinquantamila). Questa abitudine è usata anche nei valori più elevati, ad esempio 70.000 dinari sono chiamati  sab'in maliun (settanta milioni).

## Limitazioni valutarie
In Tunisia importare o esportare i dinari è reato. Non più di 6000 dinari tunisini possono essere cambiati in valuta straniera prima di partire dal paese.
Di conseguenza i prezzi nei negozi duty-free sono espressi in valuta convertibile come euro, dollaro statunitense o sterlina britannica.